# انتخابات ریاست‌جمهوری قبرس (۲۰۲۳)
انتخابات ریاست جمهوری قبرس ۲۰۲۳ (انگلیسی: 2023 Cypriot presidential election) در ۵ فوریه برگزار شد و نیکوس کریستودولیدس با کسب ۵۱٫۹۷ درصد آرا توانست مجدداً به ریاست جمهوری انتخاب شود.